# Läsrörelsen
Läsrörelsen är en svensk ideell förening bildad i februari 1999, och består bland annat av företrädare för lärar- och elevorganisationer, bibliotek samt bokbranschen. Ordförande är Elisabet Reslegård.
En första kampanj hade som motto "Ge dina barn ett språk", vilket föreningen tagit som sitt. 
Läsrörelsens andra kampanj kallades Lär för livet. Den invigdes på Bokmässan i Göteborg 2002 och fortsatte fram till 2006. 
I samverkan med McDonald's har ett stort antal barnböcker distribuerats sedan 2001, ingående i en speciell barnmeny.
Begreppet läslov vecka 44 introducerades på Bokmässan i Göteborg 2015 av Läsrörelsen. Regeringen Löfven I beslutade i augusti 2016 att använda begreppet läslov istället för höstlov, och jämför med februarilovet som benämns "sportlov". Regeringen föreslog att resurser så småningom skulle tillföras läsbefrämjande aktiviteter under lov.
Under våren 2016 startas kampanjen Berättelser som förändrar – ett projekt på 100 högstadieskolor och 100 gymnasieskolor i samarbete med David Lagercrantz.